# Ágost svéd királyi herceg

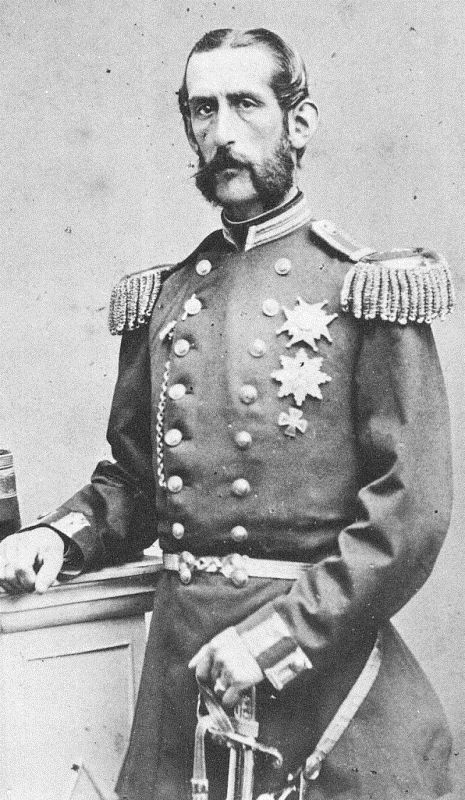
Ágost herceg 1864-ben

Károly Miklós Ágost svéd és norvég királyi herceg (Carl Nicolaus August) (Drottningholm, 1831. augusztus 24. – Stockholm, 1873. március 4.) A Bernadotte-házból származó herceg, Dalarna hercege.

## Élete

### Származása, ifjúsága
1831-ben született a drottningholmi palotában. Édesapja Oszkár svéd koronaherceg, a későbbi I. Oszkár svéd király, édesanyja Joséphine Beauharnais, Itália alkirályának lánya volt. Szüleinek ő volt szüleinek utolsó gyermeke, testvérei:
- Károly Lajos Jenő (1826–1872), később XV. Károly néven Svédország és Norvégia királya.
- Ferenc Gusztáv Oszkár, Uppland hercege (1827–1852).
- Oszkár Frigyes (1829–1907), később II. Oszkár néven Svédország és Norvégia királya.
- Sarolta Eugénia Auguszta svéd királyi hercegnő (1830–1889)
- Károly Miklós Ágost

Apja törvénytelen kapcsolataiból további három féltestvére született. Bár édesanyjuk katolikus volt a házassági szerződés értelmében a gyermekeket evangélikus hitre nevelték. Nevelőik között volt a svéd filozófus, Christopher Jacob Boström és Otto Aubert norvég tanár.
Egyetemi tanulmányait Uppsalában folytatta 1849 és 1853 között. 1847-ben csatlakozott a katonasághoz (tüzérség), ahonnan 1872-ben szerelt le, altábornagyi tisztségben.

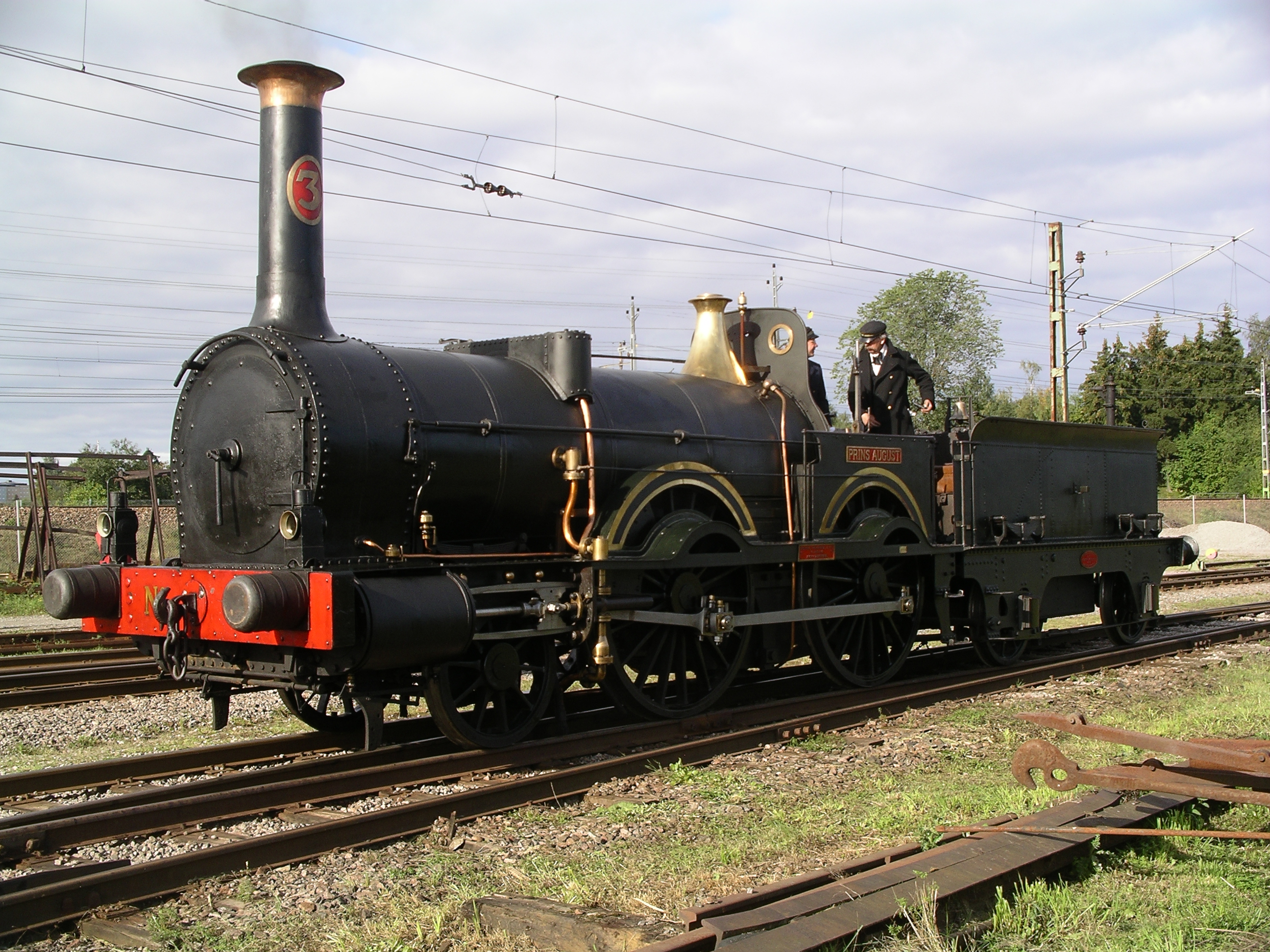
A róla elnevezett mozdony

Ágost nem volt olyan jó tehetséggel megáldva mint testvérei. Leginkább a vonatok és mozdonyok iránt érzett érdeklődést, egy gőzmozdonyt, a Prins August-ot utána nevezték el. Ennek a kettőnek köszönhetően gyakran csak úgy emlegették, hogy "ostobább mint egy vonat" ("dummare än tåget"). A mondás a mai napig használatos bár eredet már kevésbé ismert.

### Családja
1864. április 16-án Altenburgban feleségül vette, Terézia szász-altenburgi hercegnőt. Nem voltak szerelmesek egymásba, de jól kijöttek és igazi barátság alakult ki köztük. Házasságukból nem született gyermek.

## Származása
1. 1 2  August (N August) (svéd nyelven). Svenskt biografiskt lexikon
2. 1 2  Hovförsamlingens kyrkoarkiv, Födelse- och dopböcker, SE/SSA/0007/C I/5 (1819-1860), bildid: C0054453_00107. Swedish church birth records . (Hozzáférés: 2018. április 27.)
3. 1 2  Darryl Roger Lundy: The Peerage (angol nyelven). (Hozzáférés: 2017. október 9.)
4. 1 2  Hovförsamlingens kyrkoarkiv, Död- och begravningsböcker, SE/SSA/0007/F I/3 (1861-1874), bildid: 00033280_00066. egyházi halotti anyakönyv